# Kevin Swider
Kevin Swider (* 17. November 1977 in Livonia, Michigan) ist ein ehemaliger US-amerikanischer Eishockeyspieler, -trainer und -funktionär, der während seiner aktiven Karriere bis zum erstmaligen Karriereende 2010 unter anderem für die Florida Everblades und Wheeling Nailers in der ECHL sowie für die Knoxville Ice Bears in der Southern Professional Hockey League gespielt hat. Ab Juli 2010 arbeitete er als Director of Hockey Operations bei den Knoxville Ice Bears. Für die Saison 2011/12 kehrte der Stürmer als aktiver Spieler zu den Knoxville Ice Bears in der Southern Professional Hockey League zurück.

## Karriere
Kevin Swider spielte von 1994 bis 1995 für die Compuware Ambassadors in der North American Hockey League. Die nächsten zwei Jahre verbrachte er bei den Omaha Lancers in der United States Hockey League. Im Anschluss entschied sich Swider ein Studium an der Ferris State University zu beginnen und mit der Eishockeymannschaft der Universität in der Central Collegiate Hockey Association zu spielen. Nachdem er vier Jahre später seinen Abschluss an der Universität erfolgreich absolviert hatte, begann er seine Karriere als professioneller Eishockeyspieler bei den Rockford IceHogs aus der United Hockey League. Dort kam er in 13 Spielen allerdings lediglich auf zwei Torvorlagen und kehrte dem Verein wenige Zeit später den Rücken, als Swider einen Kontrakt bei den Asheville Smoke unterschrieb, die ebenfalls in der United Hockey League spielten. Dieser Wechsel wirkte sich positiv auf seine sportlichen Leistungen aus und der Center kam in 32 Spielen auf 41 Punkte. Nachdem die Asheville Smoke zum Saisonende 2001/02 die Playoffs verpassten, wurde das Franchise aufgelöst.
Swider wurde kurze Zeit später von den neu gegründeten Knoxville Ice Bears unter Vertrag genommen, die ihren Spielbetrieb in der Atlantic Coast Hockey League aufnahmen. In der einzigen Saison der Liga, die nach der Saison 2002/03 bereits wieder aufgelöst wurde, konnte Swider überzeugen und beendete die reguläre Saison mit 80 Scorerpunkten, der besten Bilanz seines Teams. Nach der Auflösung der ACHL ging er zunächst zu den Miami Manatees und spielte mit der Mannschaft in der World Hockey Association 2. Als zweitbester Scorer der Manatees erlebte Swider eine persönlich gute Saison, doch die WHA2 wurde nach lediglich einer Saison wieder aufgelöst, wie zuvor die ACHL. Kurz vor Saisonende spielte er noch für die Florida Everblades aus der ECHL und kehrte zu den Knoxville Ice Bears zurück. Zur Saison 2004/05 wurde das Franchise in die neu gegründete Southern Professional Hockey League aufgenommen. In seiner Debütsaison wurde Swider erstmals zum MVP gewählt und beendete die Saison als Topscorer der Liga mit 106 Punkten aus 52 Spielen der regulären Saison. In den Playoffs scheiterte die Mannschaft in der zweiten Runde gegen die Columbus Cottonmouths.
Eine Saison später unter Cheftrainer Jim Bermingham schaffte die Mannschaft den Einzug in die Playoff-Finalspiele und setzte sich in vier Spielen gegen die Florida Seals durch. Ab 2006 führte Swider die Knoxville Ice Bears als Mannschaftskapitän aufs Eis. In den Spielzeiten 2007/08 und 2008/09 gewann er mit Cheftrainer Scott Hillman und seinen Mitspielern Mike Craigen, Andrew Gallant, Kevin Harris, B.J. Pelkey und Tim Vitek noch zwei Mal die Meisterschaft der SPHL. Von 2007 bis zu seinem temporären Karriereende 2010 übte Swider die Funktion als Spieler und Assistenztrainer aus. In allen seinen bis dato sechs Saisons in der SPHL beendete er die reguläre Saison als Topscorer und wurde sechsmal in Folge ins First All-Star-Team der Liga gewählt.
Im Juli 2010 wurde er zum Director of Hockey Operations bei den Knoxville Ice Bears ernannt. Diese Funktion füllte der US-Amerikaner ein Jahr lang aus, ehe er zur Saison 2011/12 das Amt niederlegte und als aktiver Spieler zu den Knoxville Ice Bears in die Southern Professional Hockey League zurückkehrte. Erneut wurde Swider zum Mannschaftskapitän ernannt und beendete die Spielzeit 2011/12 als erfolgreichster Punktesammler der Liga, wofür der Linksschütze mit seinen 65 Torvorlagen in 56 Partien – der bis dato drittbeste Wert der Ligahistorie – der regulären Saison den Grundstein legte. Außerdem zeichnete ihn die Liga zum dritten Mal in seiner Laufbahn als wertvollsten Akteur der Saison aus, was zuvor keinem Spieler gelungen war.

## Erfolge und Auszeichnungen
| - 2005 SPHL MVP - 2005 SPHL Scoring Leader - 2005 SPHL First All-Star Team - 2006 President’s-Cup-Gewinn mit den Knoxville Ice Bears - 2006 SPHL Scoring Leader - 2006 SPHL First All-Star Team - 2007 SPHL Scoring Leader - 2007 SPHL First All-Star Team - 2008 SPHL Scoring Leader - 2008 SPHL MVP | - 2008 President's-Cup-Gewinn mit den Knoxville Ice Bears - 2008 SPHL First All-Star Team - 2009 SPHL Scoring Leader - 2009 President's-Cup-Gewinn mit den Knoxville Ice Bears - 2009 SPHL First All-Star Team - 2010 SPHL Scoring Leader - 2010 SPHL First All-Star Team - 2012 SPHL Scoring Leader - 2012 SPHL MVP |